# Iton
Der Iton ist ein ca. 132 km langer Fluss in den Départements Orne und Eure in der Normandie im Norden Frankreichs. Er entspringt im Gemeindegebiet von Mahéru, in der Landschaft Perche, und entwässert generell in nordöstlicher Richtung; schließlich mündet er bei Acquigny in die Eure.

## Hydrologie
In seinem Oberlauf, zwischen Bourth und Francheville, wurde der Iton künstlich aufgesplittet, und zwar 
- südlich über den Bras forcé de Verneuil nach Verneuil-sur-Avre, wo er in die Avre mündet, und
- nördlich über den Bras forcé de Breteuil nach Breteuil, um sich danach oberhalb von Condé-sur-Iton wieder mit dem Hauptarm zu vereinigen.
- Der Hauptarm selbst verliert sich unter dem Namen Iton Morte weitgehend in einem Feuchtgebiet und erhält erst nach 14 km bei seiner Wiedervereinigung mit dem nördlichen Nebenarm ausreichende Wasserführung.

Eine weitere Besonderheit findet sich im Flussabschnitt zwischen Orvaux und Glisolles. Dort verschwindet der Iton plötzlich von der Oberfläche und verläuft in unterirdischen Kreidekarst-Höhlen. Dieser rund 10 km lange Abschnitt wird Iton Sec („trockener Iton“) genannt. Bei Glisolles tritt das Wasser wieder an die Oberfläche, ein Teil davon über die Karstquelle La Fosse aux Dames.

## Orte am Fluss
- Bonsmoulins
- Les Aspres
- Saint-Ouen-sur-Iton
- Bourth
- Francheville, Gemeinde Verneuil d’Avre et d’Iton
- Breteuil
- Damville
- La Bonneville-sur-Iton
- Saint-Sébastien-de-Morsent
- Évreux
- Gravigny
- Acquigny